# Acanthogonatus tacuariensis
Acanthogonatus tacuariensis is een spinnensoort in de taxonomische indeling van de bruine klapdeurspinnen (Nemesiidae).
Acanthogonatus tacuariensis werd in 1982 beschreven door Pérez-Miles & Capocasale.